# 레사투코투코
레사투코투코(Ctenomys lessai)는 투코투코과에 속하는 설치류의 일종이다. 볼리비아의 토착종이다. 코차밤바 주 류쑤 팜파스 근처 해발 2500m와 2750m 사이 지역에서만 발견된다. 몸길이는 약 255mm이고 부드러운 갈색 털이 덮여 있다. 학명은 레사(Enrique P. Lessa) 박사의 이름에서 유래했다.